# Leeuwerikstruikloper
De leeuwerikstruikloper (Coryphistera alaudina) is een zangvogel uit de familie Furnariidae (ovenvogels).

## Verspreiding en leefgebied
Deze soort telt twee ondersoorten:
- C. a. campicola: zuidoostelijk Bolivia en westelijk Paraguay.
- C. a. alaudina: van zuidelijk Bolivia tot zuidelijk Brazilië en noordelijk Argentinië.

## Status
De grootte van de populatie is niet gekwantificeerd maar de soort wordt omschreven als vrij algemeen. Op de Rode lijst van de IUCN heeft deze soort de status niet bedreigd.